# Світ дитини
«Світ дитини» — ілюстрований журнал, двотижневик для дітей, перший номер якого вийшов 1 жовтня 1919 року. Примірники виходили кожного 1-го та 15-го числа місяця; з 1925 року — щомісячник.
Друкувався у Львові в 1919—1939 роках (у 1923—1925 роках як додаток до журналу «Молода Україна»). Наклад — 4—5 тис. примірників. Видавець і редактор — Таранько Михайло Миколайович.
«Світ дитини» гуртував навколо себе найкращих педагогів, дитячих письменників, ілюстраторів Західної України. У видавництві «Світ дитини» спершу неперіодично, а з 1934 року щомісячними книжечками, виходила «Дитяча бібліотека» українських авторів і перекладів світової дитячої класики (на 1939 рік — близько 230 книжок).
«Світ дитини» виконував важливу педагогічну і національно-виховну роль як на західних українських землях, так і в діаспорі.
1989 року кілька чисел «Світу дитини» вийшли у Львові як додаток до самвидавчої газети «Шлях перемоги».
Через 55 років забуття, у грудні 1993 року, Лідія Лемик відродила часопис, і відтоді «Світик» (як його з любов'ю називають діти) почав виходити щомісяця. В основу видавничої концепції часопису було покладено виховання дітей на ідеалах національної гідності, християнської моралі, патріотизму. До його оформлення були залучені відомі львівські художники Зиновія Юськів, Іван Остафійчук, Іван Крислач, Б. Пікулинський.
Після смерті Лідії Лемик її справу продовжила донька Роксоляна.